# Timotheos Matta al-Khoury

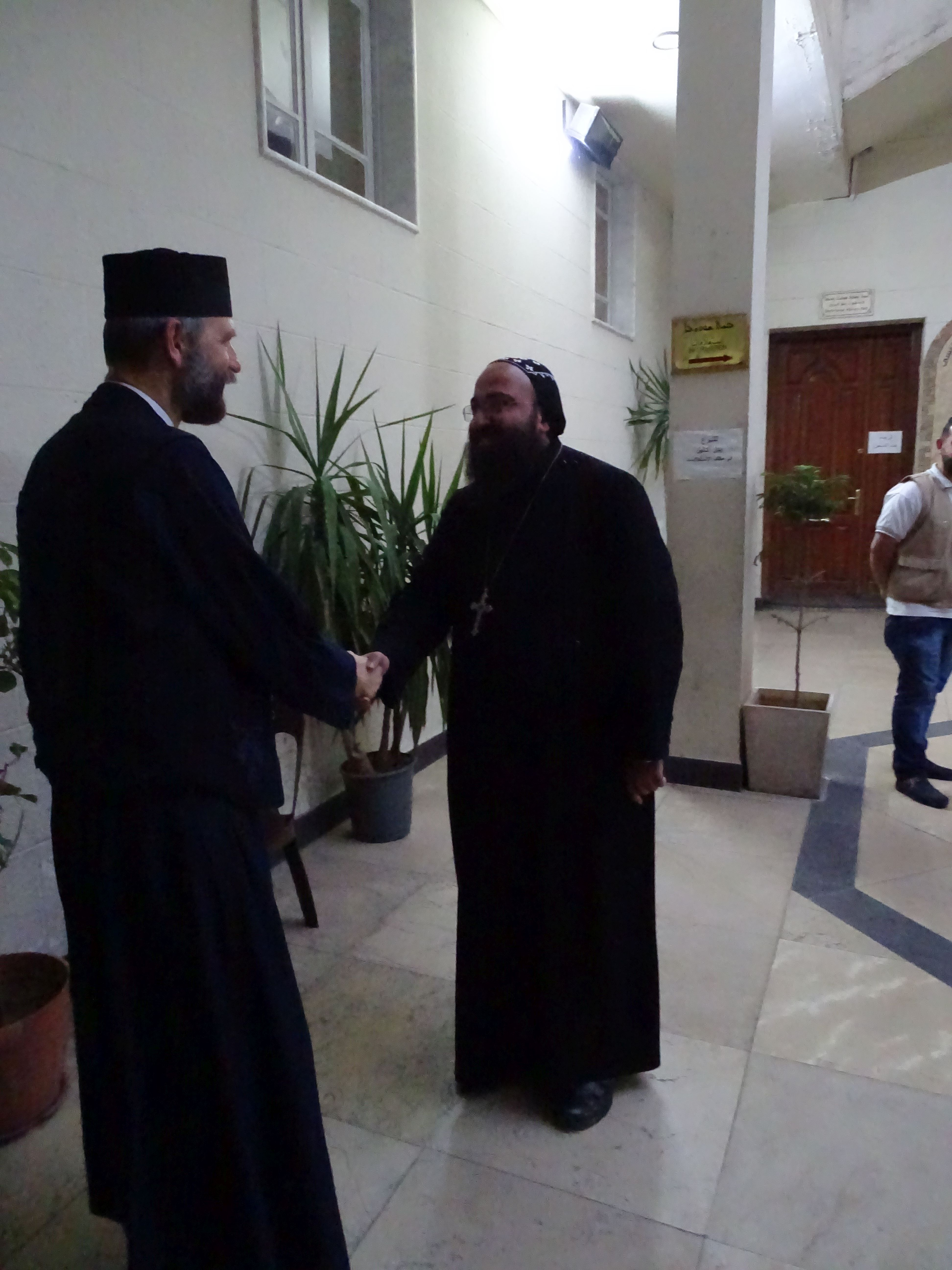
Mor Timotheus Matta Al-Khoury (2017)

Mor Timotheos Matta al-Khoury (* 1982 in Homs, Syrien) ist ein syrischer Geistlicher und der syrisch-orthodoxe Erzbischof von Homs und Hama sowie Tartus und Environs.

## Leben
Al-Khoury empfing nach seiner theologischen Ausbildung 2005 die Priesterweihe und war Professor für Kirchengeschichte und Liturgie am kirchlichen syrisch-orthodoxen Seminar in Maarat Sednaya bei Damaskus. Anschließend hatte er verschiedene Ämter in Vereinigten Arabischen Emiraten und in Ägypten.
Mor Timotheos wurde am 4. November 2012 zum Bischof geweiht und war Sekretär des Patriarchats. Seit 2016 war er Patriarchalvikar in Damaskus.
Im Februar 2021 wurde er durch den Patriarchen von Antiochien und dem ganzen Orient, Ignatius Ephräm II. Karim, in das Amt des Erzbischofs von Homs, Hama und Tartus eingeführt. Er folgt dem überraschend verstorbenen Metropoliten Silvanos Petros al-Nemeh.